# HMS Prince of Wales (1860)
Pour les autres navires du même nom, voir HMS Prince of Wales.
Le HMS Prince of Wales est un vaisseau de ligne de 1er rang de 120 canons de la Royal Navy. Il est renommé Britannia en 1869, lorsque ce dernier remplace le précédent navire du même nom en tant que navire d'entraînement pour les cadets jusqu'en 1905.

## Histoire
Le Prince of Wales est à l'origine une conception de 120 canons de 3 186 tonnes par John Edye et Isaac Watts pour un navire de ligne de bataille de classe Queen modifié. Elle est déposée à Portsmouth le 10 juin 1848, bien que le navire ne fût officiellement commandée que le 29 juin, la conception est approuvée le 28 juillet 1848.
En 1849, la Royal Navy commence à commander des navires de ligne de bataille à hélice en commençant par l'Agamemnon. Il est possible que la construction du Prince of Wales fût suspendue, car les baisseaux de ligne de bataille à hélice furent achevés avant lui. Le 9 avril 1856, le Prince of Wales reçoit une nouvelle commande pour être terminé en tant que navire de ligne de combat à 121 canons à hélice, les travaux de conversion commencent le 27 octobre 1856. Ses demi-jumeaux Duke of Wellington et Royal Sovereign sont élargis avec 23 pieds supplémentaires au milieu du navire et 8 pieds dans la course, et à l'origine, il était prévu que les Marlborough et Prince of Wales seraient convertis selon les mêmes plans, mais ils sont élargis pendant la construction.
Le Prince of Wales est lancé le 25 janvier 1860 et fait ses essais en mer dans la Stokes Bay le 31 octobre 1860 sans gréement. Il établit une moyenne de 12,569 nœuds (23 km/h).
Le Prince of Wales est achevé comme l'un des navires non blindés d'une course aux armements navals entre la Grande-Bretagne et la France. En 1860, la Royal Navy dispose de plus de navires de ligne à vapeur en bois qu'il n'en faut en temps de paix. Premier navire blindé de ligne de bataille de la Royal Navy, le Warrior est mis en service en 1861. Les navires de ligne de bataille à hélice non blindés ont encore de la valeur du début au milieu des années 1860, plusieurs nouveaux navires de ligne de bataille à hélice sont mis en service dans les années 1860.
En 1867, les moteurs du Prince of Wales sont retirés afin qu'ils puissent être installés dans le cuirassé Repulse.
En 1869, le navire est rebaptisé Britannia et commence à servir comme navire-école des cadets à Dartmouth, remplaçant l'ancien Britannia dans ce rôle. En tant que Britannia, il est une carcasse et n'a que son mât de misaine.
Un collège à terre à Dartmouth a été ouvert en septembre 1905 et est nommé Britannia Royal Naval College, Dartmouth. Le navire de formation Britannia est fermé au même moment.
Un nouveau cuirassé de classe King Edward VII appelé Britannia est lancé en décembre 1904. L'ancien Prince of Wales est officiellement retiré en septembre 1909, vendu à Garnham le 23 septembre 1914, puis revendu à Hughes Bolckow, il arrive à Blyth en juillet 1916 pour la démolition.
La figure de proue du navire, représentant le prince de Galles, est exposé au Scottish Maritime Museum à Irvine.